# Jewgeni Eduardowitsch Gapon
Jewgeni Eduardowitsch Gapon (russisch Евгений Эдуардович Гапон; * 20. April 1991 in Nowosibirsk) ist ein russischer Fußballspieler.

## Karriere

### Verein
Gapon seine Karriere beim Sportakademklub Moskau. Zur Saison 2008 rückte er in den Profikader des Zweitligisten. Sein Debüt in der Perwenstwo FNL gab er im Juli 2008 gegen den FK Kuban Krasnodar. Für die Moskauer kam er bis Saisonende zu neun Zweitligaeinsätzen. Nach der Saison 2008 zog sich der Verein allerdings aus der zweiten Liga zurück. Daraufhin schloss er sich zur Saison 2009 dem Erstligisten FK Chimki an. Im April 2009 debütierte er gegen den FK Rostow in der Premjer-Liga. In seiner ersten Spielzeit in Chimki kam er zu 13 Erstligaeinsätzen, mit dem Klub stieg er allerdings zu Saisonende in die Perwenstwo FNL ab. In der zweithöchsten Spielklasse absolvierte der Abwehrspieler in der Saison 2010 24 Partien.
Zur Saison 2011/12 wechselte Gapon zum Ligakonkurrenten Schinnik Jaroslawl. In Jaroslawl kam er zu 13 Zweitligaeinsätzen, ehe er in der Sommerpause weiter innerhalb der Liga zum FK Fakel Woronesch wechselte. Für Fakel absolvierte er bis Saisonende 25 Partien in der Perwenstwo FNL. Nach weiteren sieben Einsätzen bis zur Winterpause 2012/13 kehrte er im Januar 2013 nach Jaroslawl zurück. Für Schinnik kam er bis zum Ende der Saison 2012/13 viermal zum Einsatz. In der Saison 2013/14 spielte der Außenverteidiger 24 Mal in der zweithöchsten russischen Spielklasse. In der Saison 2014/15 kam er bis zur Winterpause zu 16 Einsätzen.
Im Januar 2015 schloss Gapon sich dem Erstligisten Mordowija Saransk an. In Saransk kam er in eineinhalb Jahren zu 20 Einsätzen in der Premjer-Liga. Mit Mordowija stieg er am Ende der Saison 2015/16 in die Perwenstwo FNL ab. Daraufhin wechselte er zur Saison 2016/17 zum ebenfalls zweitklassigen FK Kuban Krasnodar. Für Kuban absolvierte er in zwei Jahren 26 Spiele in der zweiten Liga. Zur Saison 2018/19 wechselte er zum Erstligisten Anschi Machatschkala. Für Anschi kam er zu 17 Einsätzen in der Premjer-Liga. Der Verein stieg allerdings zu Saisonende aus der höchsten Spielklasse ab, erhielt jedoch keine Zweitligalizenz und wurde somit direkt in die dritte Liga durchgereicht.
Daher wechselte Gapon zur Saison zurück zum Zweitligisten Chimki. Für Chimki kam er in der Saison 2019/20 bis zum Saisonabbruch zu 24 Zweitligaeinsätzen. Mit Chimki stieg er zu Saisonende in die Premjer-Liga auf. In der Premjer-Liga kam er für Chimki zu sechs Einsätzen. Im Mai 2021 wechselte er nach Kasachstan zu Schachtjor Qaraghandy. In Qaraghandy kam er zu neun Einsätzen in der kasachischen Premjer-Liga. Bereits im Juli 2021 kehrte Gapon wieder nach Russland zurück und schloss sich dem Zweitligisten FK Kuban Krasnodar an, einem inoffiziellen Nachfolger Gapons Arbeitgeber von 2016 bis 2018.

### Nationalmannschaft
Gapon kam 2009 zu acht Einsätzen für die russische U-19-Auswahl. Zwischen März 2011 und Februar 2012 spielte er viermal für die U-21-Mannschaft.